# 拉蒙维尔-圣阿涅
拉蒙维尔-圣阿涅（法語：Ramonville-Saint-Agne，法語發音：[ʁamɔ̃vil sɛ̃.t‿aɲ]），法国西南部城市，奥克西塔尼大区上加龙省的一个市镇，隶属于图卢兹区，其市镇面积为6.46平方公里，2022年1月1日时人口数量为15,172人，在法国城市中排名第674位。
拉蒙维尔-圣阿涅位于上加龙省中北部，图卢兹市区南部，是图卢兹的一个近郊卫星城，通过地铁B线连接图卢兹市中心。

## 地名来源
根据法国地名学家阿尔贝·多扎的论述，“拉蒙”一名可能来源于人名Raymond；“维尔”一名则来源于拉丁语“villa”，意为“房屋”，引申含义为“村落”。“圣阿涅”一名来源于天主教人物艾尼昂。
拉蒙维尔-圣阿涅所处区域为历史上通行奥克语，其奥克语名称为“Ramonvila e Sent Anha”或“Ramonvila Sent Anha”，但该名称在日常生活中极少使用，图卢兹地铁的奥克语广播中直接将法语名“Ramonville”作为其奥克语站名。

## 历史
拉蒙维尔-圣阿涅的早期历史尚不清楚。根据当地官方网站的论述，中世纪时该区域曾被一条连接普罗旺斯地区圣雷米和圣雅各之路的道路所经过，该道路后建为米迪运河。法国大革命结束后，拉蒙维尔（Ramonville）、圣阿涅（Saint-Agne）、拉佩拉德（Lapeyrade）和苏勒（Soule）四个村落合并组成拉蒙维尔，成为了上加龙省的一个市镇。1801年，拉蒙维尔更名为“拉蒙维尔-圣阿涅”。第二次世界大战末期，拉蒙维尔-圣阿涅的五名抵抗运动成员被盖世太保杀害。直至20世纪50年代初，拉蒙维尔-圣阿涅尚为一个不足千人的农业村落。自20世纪60年代起，随着图卢兹的城市扩张，当地人口数量快速增加，出现了现代居民区和学校等公共设施。连接拉蒙维尔-圣阿涅的图卢兹地铁B线于2007年建成运行。

## 地理

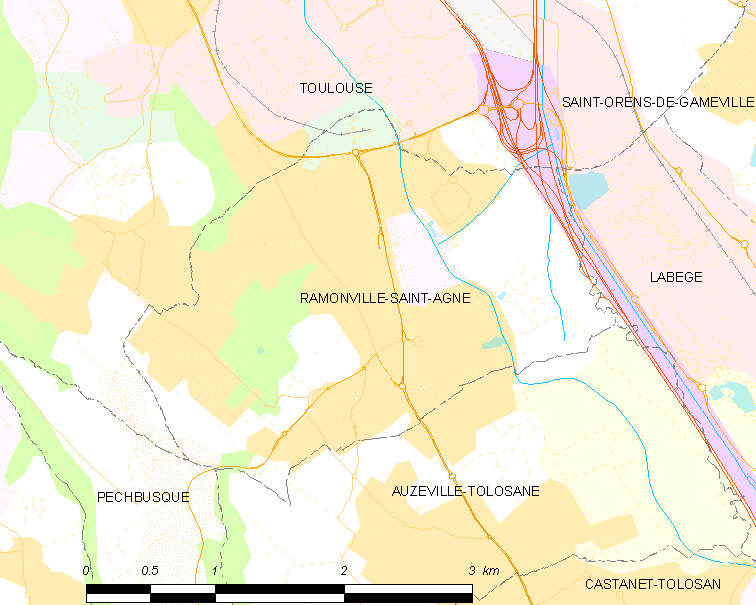
拉蒙维尔-圣阿涅市镇范围地图

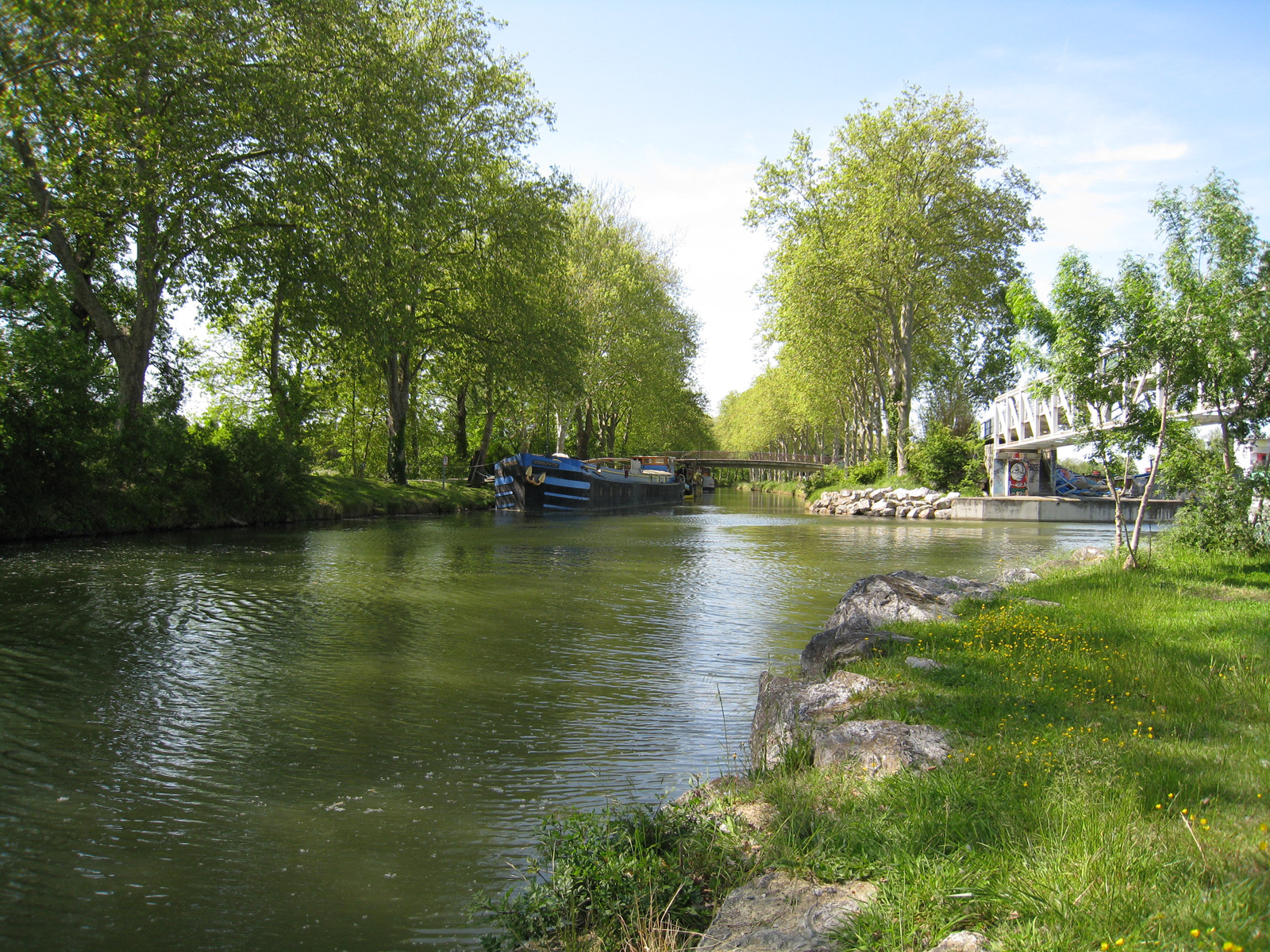
米迪运河拉蒙维尔-圣阿涅段

拉蒙维尔-圣阿涅位于法国西南部，奥克西塔尼大区西部和上加龙省中北部，距离省会图卢兹大约7公里。与拉蒙维尔-圣阿涅接壤的市镇包括：圖盧茲、欧兹维尔托洛萨讷、拉贝日、佩什比斯克。

### 地形
拉蒙维尔-圣阿涅位于加龙河谷冲积平原东侧，境内以平原和浅丘为主，市镇中心地势较为平坦，南侧略有起伏，全境海拔在143到252米之间。

### 水文
人工开凿的米迪运河经过境内东部，该河沟通了加龙河流域和地中海。

### 植被
拉蒙维尔-圣阿涅属于温带阔叶混交林区，拉泰科埃尔城堡公园（Parc du Château Latécoère）和五十公园（Parc de Cinquante）是当地主要的城市绿地。
在鲜花城市的评比中，拉蒙维尔-圣阿涅暂未被评级。

### 气候
拉蒙维尔-圣阿涅在柯本气候分类法中属于带有地中海特征的温带海洋性气候。

## 行政区划
拉蒙维尔-圣阿涅是法国奥克西塔尼大区上加龙省的一个市镇，编号为31446。拉蒙维尔-圣阿涅隶属于图卢兹区、上加龙省第九选区以及图卢兹第十一县，同时也是锡科瓦勒城市圈公共社区的办公驻地。
法国国家统计与经济研究所（简称）在进行数据统计时，将拉蒙维尔-圣阿涅及相邻的另外72个市镇设为图卢兹城市核心区（2020年起扩充至81个），并将包括核心区在内的周边共452个市镇划为图卢兹城市区。自2020年起，图卢兹城市区被包含527个市镇的图卢兹城市辐射区代替。此外，还将拉蒙维尔-圣阿涅市镇分为了6个“块区”（IRIS），以便于统计人口分布情况。

## 交通

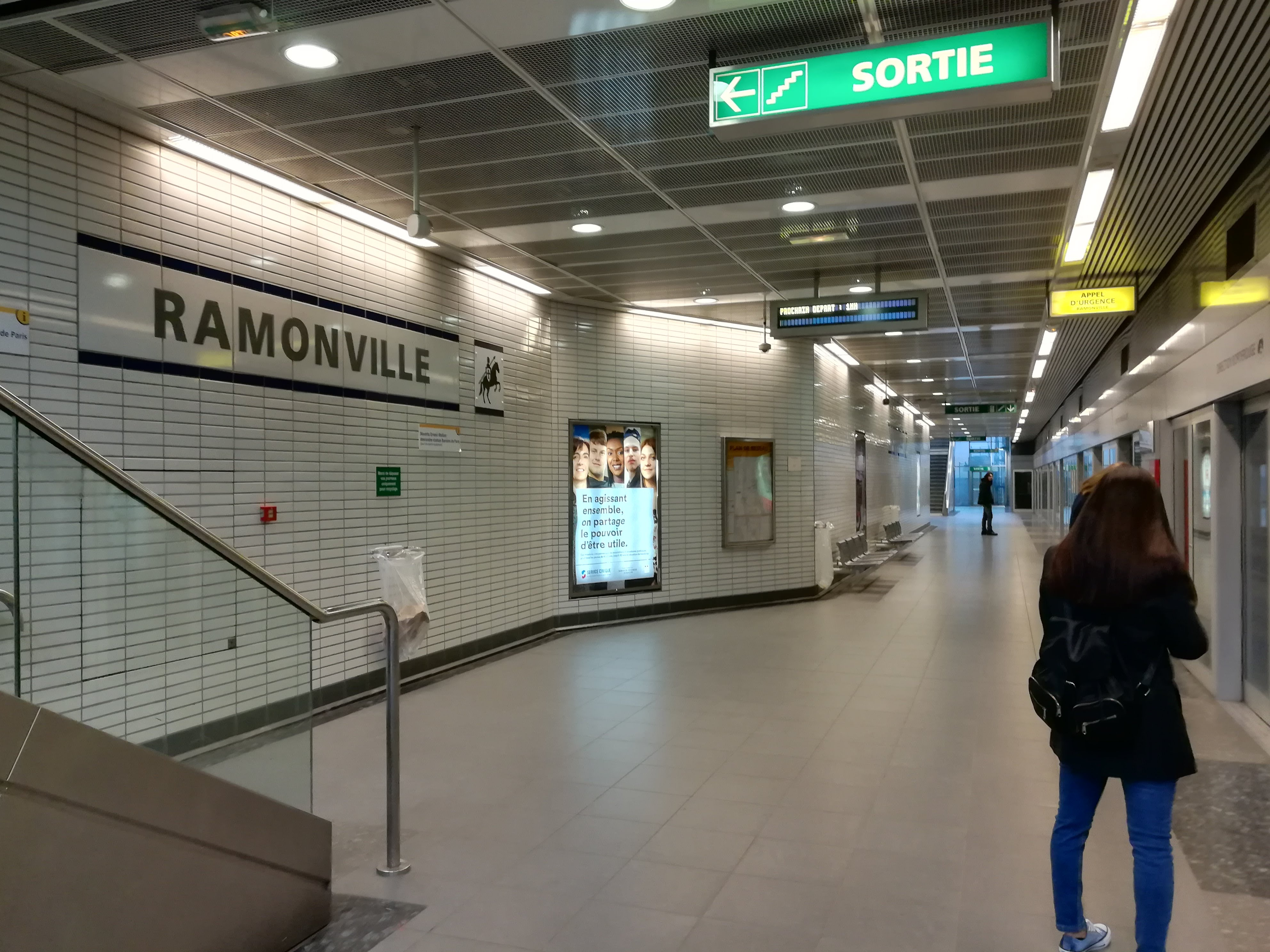
拉蒙维尔地铁站站台

### 公路
上加龙省省道D813线纵贯拉蒙维尔-圣阿涅市区。奥克西塔尼大区巴士可直通卡斯泰尔诺达里；另有下属的省级城际客运提供303线、350线和383线巴士线路，可前往上加龙省东南部的部分市镇。
2018年，78.3%的拉蒙维尔-圣阿涅家庭拥有至少一辆私人汽车。2019年，拉蒙维尔-圣阿涅境内共发生各类交通事故2起，造成2人受伤。

### 对外交通
距离拉蒙维尔-圣阿涅最近的长途汽车站、客运铁路车站和民用航空站为图卢兹汽车站、图卢兹圣阿涅站和图卢兹-布拉尼亚克机场，距离拉蒙维尔-圣阿涅的距离分别约9公里、4.7公里和20公里。

### 城市公共交通
拉蒙维尔-圣阿涅是图卢兹城市公共交通（商业名称为）的服务范围。截至2021年12月，该系统下属的图卢兹地铁B线、干线公交L6线和公交27路、37路、56路、79路、81路、82路、111路、112路经过拉蒙维尔-圣阿涅市区。

## 政治
拉蒙维尔-圣阿涅的现任市长为克里斯托夫·吕巴克先生（Christophe Lubac），他是世代·s的一名成员，在2020年的市政选举中获得了35.53%的支持率。
在2017年的法国总统大选中，法国第25任总统埃马纽埃尔·马克龙在拉蒙维尔-圣阿涅获得了84.47%的支持率。

## 人口
2018年，拉蒙维尔-圣阿涅市镇人口数量为14,467，在法国排名第674位。其中男性6,923人，女性7,544人，75岁及以上人口占8.6%，外籍人口数量为4,103人，人口密度为2,239人/平方公里，当地居民被称为（男性）或（女性）。2019年，拉蒙维尔-圣阿涅境内出生138人，死亡人口107人。
| 年份   | 1936 | 1946 | 1954 | 1962  | 1968  | 1975  | 1982   | 1990   | 1999   | 2006   | 2011   | 2016   | 2018   |
| ------ | ---- | ---- | ---- | ----- | ----- | ----- | ------ | ------ | ------ | ------ | ------ | ------ | ------ |
| 人口數 | 547  | 791  | 971  | 1,251 | 2,214 | 8,699 | 10,561 | 11,834 | 11,696 | 11,738 | 12,195 | 14,145 | 14,467 |

## 经济
截止2021年11月，拉蒙维尔-圣阿涅共有各类用人单位（包含自雇）2,146家，平均历史为12年，其中95.45%为中小型企业（PME）。（工程设计）、（大型零售）及（外墙装饰）是当地2020年营业额最高的三个企业，分别为89,036,442欧元、40,178,044欧元和25,970,006欧元。

## 财政与居民收入
2019年，拉蒙维尔-圣阿涅的财政收入总额为17,591,300欧元，财政支出总额为16,279,600欧元，当年的债务总额为8,105,680欧元。2021年，拉蒙维尔-圣阿涅共获得858,867欧元的国家财政补助，比上一年减少了4.57%。
2019年，拉蒙维尔-圣阿涅的人均月收入总额为2,527欧元，其中高级职员为3,716欧元，低于法国平均水平（4,230欧元）；中级职员为2,212欧元，低于法国平均水平（2,411欧元）；普通职员为1,697欧元，亦低于法国平均水平（1,740欧元）。
2018年，拉蒙维尔-圣阿涅境内的青壮年（15至64岁）失业率为14.1%，当地56.9%的家庭拥有纳税资格，平均纳税3,818欧元，低于法国平均水平（3,910欧元）。

## 社会事务

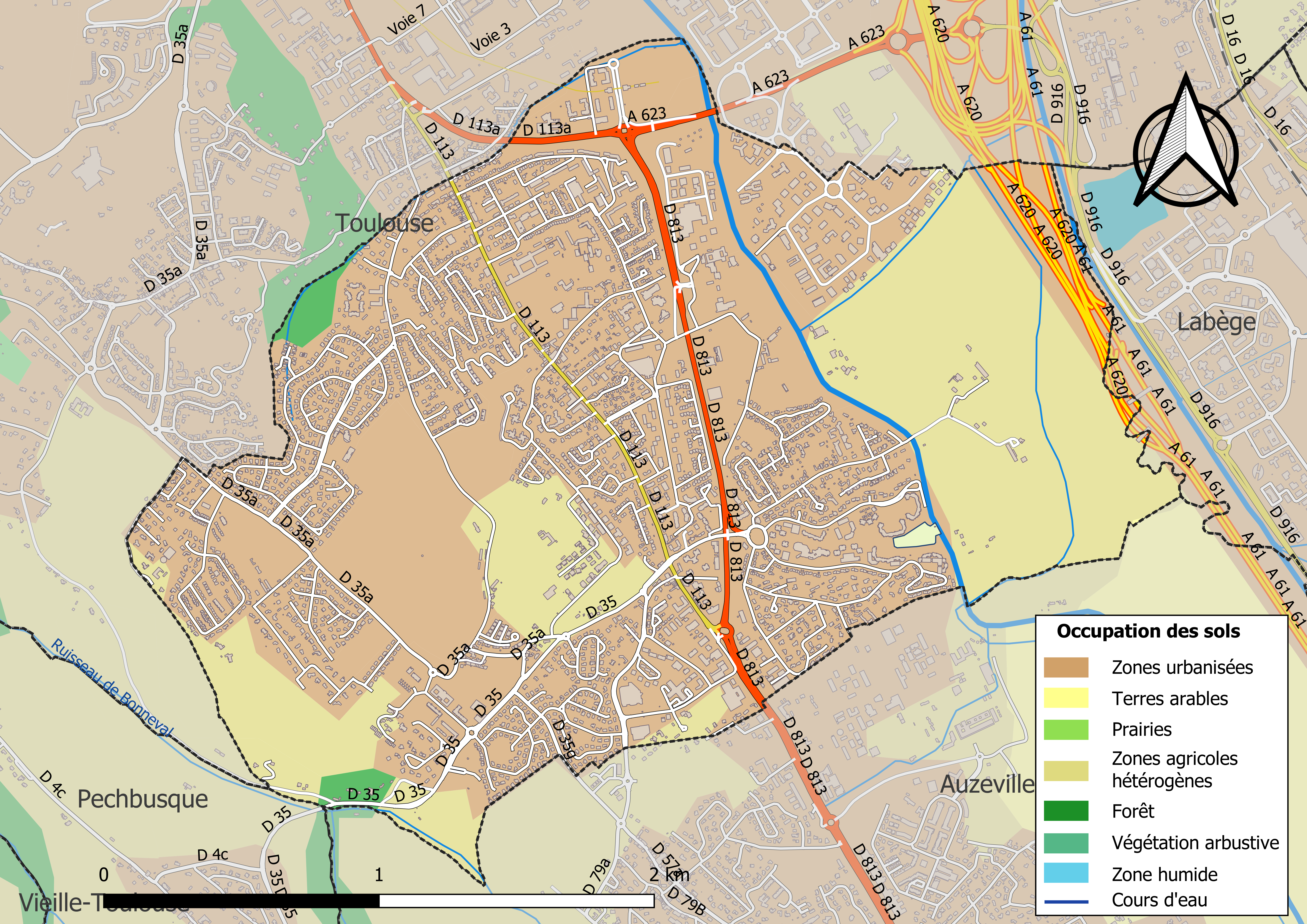
拉蒙维尔-圣阿涅土地利用情况地图

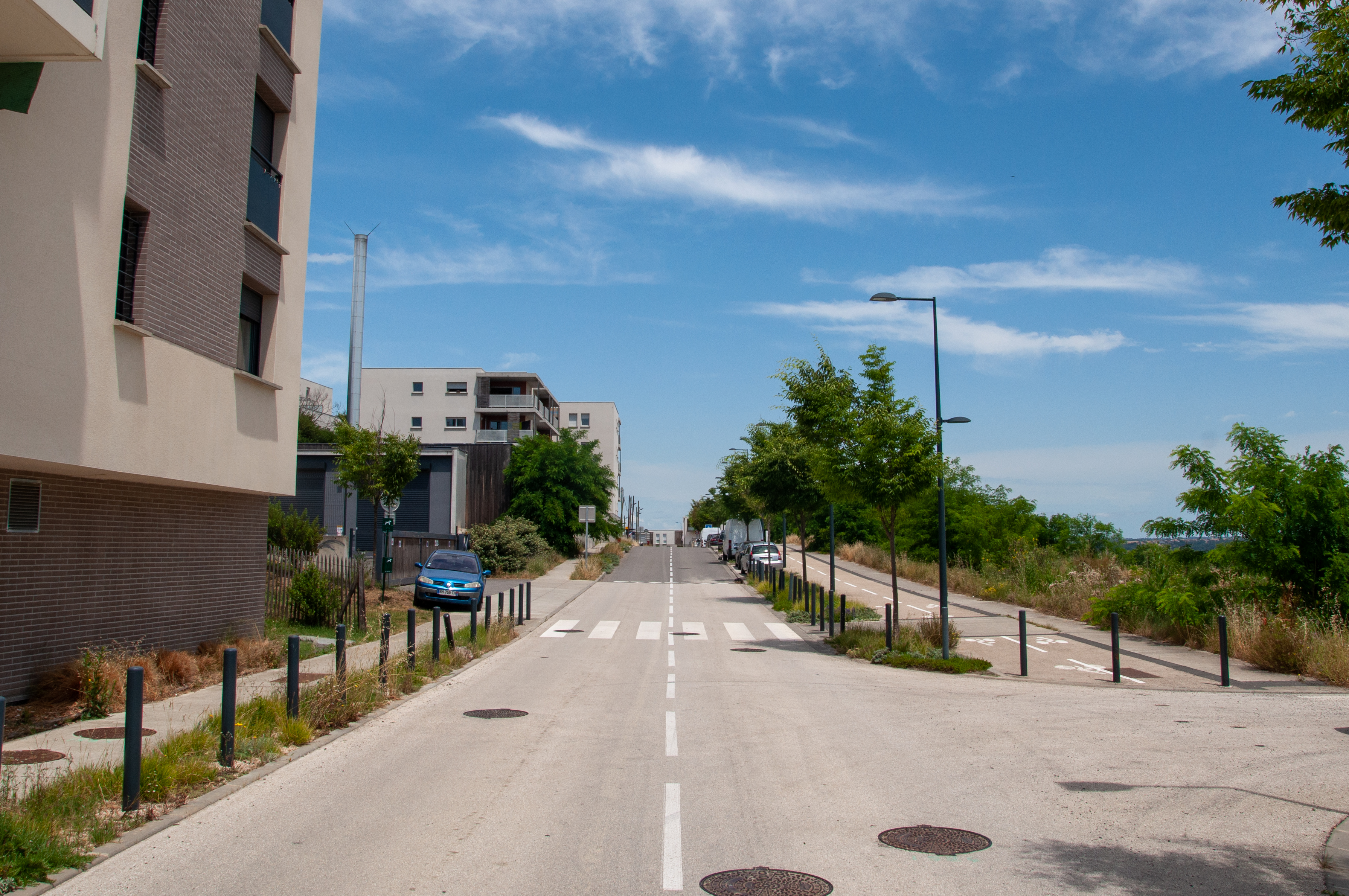
拉蒙维尔-圣阿涅维克多·雨果街

### 教育
拉蒙维尔-圣阿涅属于图卢兹学区。截止2020年1月1日，拉蒙维尔-圣阿涅境内共有5所幼儿园、5所小学和1所初级中学。2018至2019学年度，拉蒙维尔-圣阿涅境内共有在校中等教育阶段学生612名。

### 医疗
截止2020年1月1日，拉蒙维尔-圣阿涅境内共有全科医生18名、保健师24名、牙医20名、护士32名、耳科医生0名、眼科医生5名、皮肤科医生2名、助产士7名、儿科医生1名和妇科医生2名。境内共有药房4家、养老院2家、残疾人帮扶中心5家。
拉蒙维尔-圣阿涅是图卢兹大学中心医院的服务范围，后者是法国的一个区域性医疗机构以及大学教学医院。距离科洛米耶最近的综合性公立医院为朗格伊医院，该院建于1975年，距离拉蒙维尔-圣阿涅的正常车程约12分钟，该院设有床位919个，是当地规模最大的公立综合性医院。

### 住房
2018年，拉蒙维尔-圣阿涅境内共有各类住房7,878套，其中30.7%为独立式居民区，69%为集中式居民区。常住房屋占拉蒙维尔-圣阿涅市镇范围内居民建筑总量的91.3%。
在住房保障政策方面，2020年，拉蒙维尔-圣阿涅境内共有2,229户家庭获得了住房经济补助，受益人数占总人口数量的15.4%，其中2,198份为房租补助。

### 商业
2019年，拉蒙维尔-圣阿涅境内共有各类实体商铺224家，其中餐厅37家、大型超市5家、杂货店8家、面包房8家、肉铺3家、书店3家、银行门店5家、美容美发店17家、汽车维修店9家。市中心建有一家奥乐齐超市，市区南部建有开放式商业街区。

### 体育
2020年，拉蒙维尔-圣阿涅境内共有1家游泳池、2间体育馆、1座综合体育场、10处网球场、1处足球或橄榄球场以及1处篮球或排球场。
截至2021年12月，拉蒙维尔-圣阿涅境内共有三家注册足球俱乐部，其中拉蒙维尔体育联盟（U.S Ramonville）是当地的代表性足球队，其女子队2021至2022赛季参加奥克西塔尼大区足球联赛。

### 环境
拉蒙维尔-圣阿涅的环境事务由其所属的公共社区负责。2019年，拉蒙维尔-圣阿涅境内暂无污染企业。

### 治安
2019年，拉蒙维尔-圣阿涅市镇范围内有1处宪兵队。
拉蒙维尔-圣阿涅所在地是图卢兹宪兵总队的管辖范围。2020年，该宪兵总队辖区内共116个市镇累计发生各类案件6,519起，其中盗窃类案件3,855起，经济类案件1,103起，毒品交易类案件208起。

## 文化

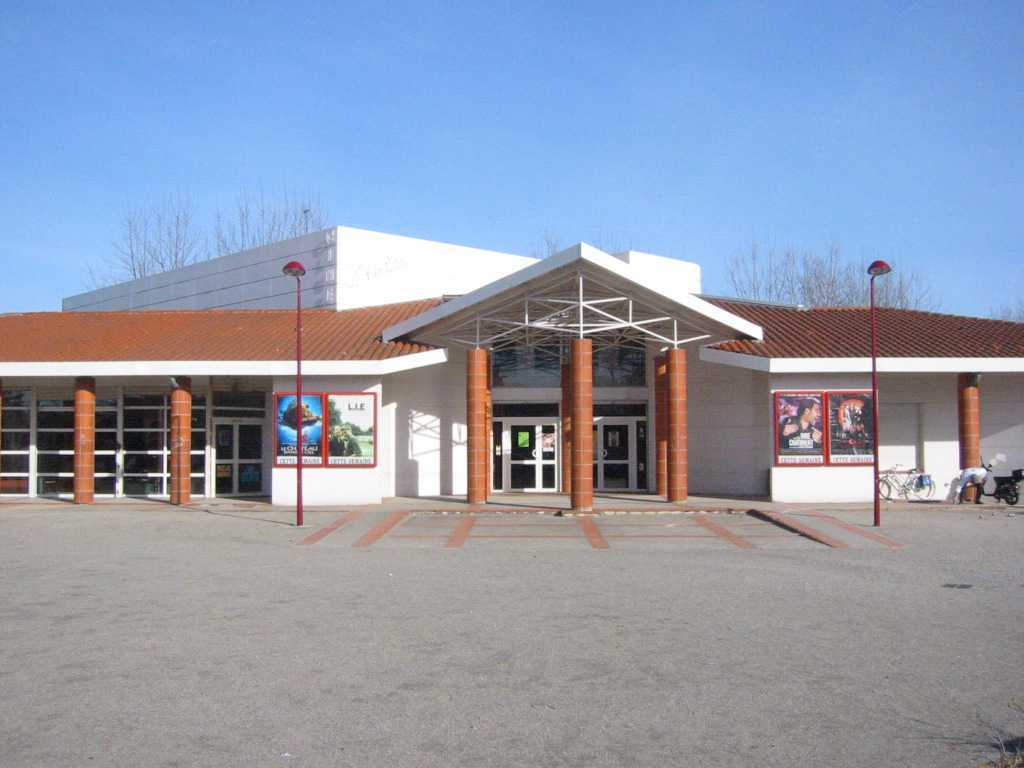
欧唐电影院

2020年，拉蒙维尔-圣阿涅境内共有1家剧场和1家电影院。拉蒙维尔-圣阿涅市政府提供多媒体中心，向公众全年开放。

### 建筑
拉蒙维尔-圣阿涅境内的建筑大多建于20世纪以后，暂无历史文物保护单位。

### 旅游
拉蒙维尔-圣阿涅的旅游事务由其所属的公共社区负责。2021年，拉蒙维尔-圣阿涅境内共有3家酒店共计169间房间。

### 媒体
法国主要的媒体均可在拉蒙维尔-圣阿涅接收，法国电视三台下属的奥克西塔尼大区频道在部分时段播出拉蒙维尔-圣阿涅所属区域的地方新闻。

## 对外交流
截至2021年12月，拉蒙维尔-圣阿涅共与两座城市互为友好城市关系，另与两座城市建立合作交流：

### 友好城市
- 德国 卡尔本
- 西班牙 苏埃拉

### 合作交流城市
- 突尼西亞
- 阿普拉惠